# Navarrenx
Navarrenx é uma comuna francesa na região administrativa da Nova Aquitânia, no departamento dos Pirenéus Atlânticos. Estende-se por uma área de 6,2 km². Em 2010 a comuna tinha 1 075 habitantes (densidade: 173,4 hab./km²).
Pertence à rede das As mais belas aldeias de França.